# 足立区立上沼田中学校
足立区立上沼田中学校（あだちくりつ かみぬまたちゅうがっこう）は、東京都足立区にかつて存在した公立中学校。略称は「上中（かみちゅう）」。
2017年3月31日に足立区立江北中学校との統合により閉校となったが、同年4月1日、旧・上沼田中学校の場所に統合校の足立区立江北桜中学校が設置された。

## 沿革
- 1977年4月1日 足立区立第八中学校より独立、開校。第八中学校校舎で授業開始。
- 1977年8月22日 新校舎に移転。
- 2017年3月31日 足立区立江北中学校とともに閉校。
- 2017年4月1日 旧・上沼田中学校の場所に足立区立江北桜中学校が開校。

## 教育目標
- 命を大切にし、身体を丈夫に鍛える。
- 自分で考え、進んで行う。
- 互いに協力し、尊敬し合う。